# Sara Gilbert
Sara Gilbert, pseudonimo di Sara Rebecca Abeles (Santa Monica, 29 gennaio 1975), è un'attrice, regista e sceneggiatrice statunitense.

## Biografia
Sara Gilbert è nata a Santa Monica, California, nel 1975 dal matrimonio tra l'attrice Barbara Crane e da Harold Abeles, entrambi di religione ebraica. I suoi genitori si sono separati nel 1982. Dal precedente matrimonio della madre con l'attore Paul Gilbert (deceduto nel 1976), Gilbert ha due fratelli adottivi, gli attori Melissa e Jonathan Gilbert. Gilbert ha capito di voler intraprendere la carriera di attrice all'età di sei anni, vedendo la sorella Melissa recitare nella serie televisiva La casa nella prateria. All'inizio della carriera ha quindi assunto il cognome dei fratelli, Gilbert. Si è laureata all’Università Yale con il massimo dei voti in storia dell'arte con una specializzazione in fotografia.
A tredici anni ha interpretato Darlene Conner nella sitcom Pappa e ciccia. Gilbert ha fatto parte del cast per tutte le nove stagioni, dal 1988 al 1997, e ha scritto inoltre la sceneggiatura di un episodio della quarta stagione intitolato Don't make me over. L'importanza del suo personaggio all'interno della sitcom era considerata tale da spingere gli autori a cambiare addirittura la trama e permettere così a Gilbert di trasferirsi a New Haven per frequentare Yale senza dover abbandonare la serie. Il diminuire della sua presenza nella sitcom fu spiegato con la sua anticipata (a soli sedici anni) partenza per la scuola d'arte a Chicago. Fu predisposto un piccolo set a New York (vicino a New Haven) che ricreava la stanza del college a Chicago.
Nel 1992 ha fatto parte del cast di La mia peggiore amica, al fianco di Drew Barrymore, e per questi ruolo ha ricevuto la candidatura come miglior attrice protagonista agli Independent Spirit Awards. Nel 2001 è tornata a lavorare con Drew Barrymore in I ragazzi della mia vita. Oltre a recitare in Pappa e ciccia, Gilbert ha avuto ruoli ricorrenti in diverse serie, oppure è apparsa come guest star in diverse sitcom, come Welcome To New York, Will & Grace, Twins, The Big Bang Theory e Atypical.

## Vita privata

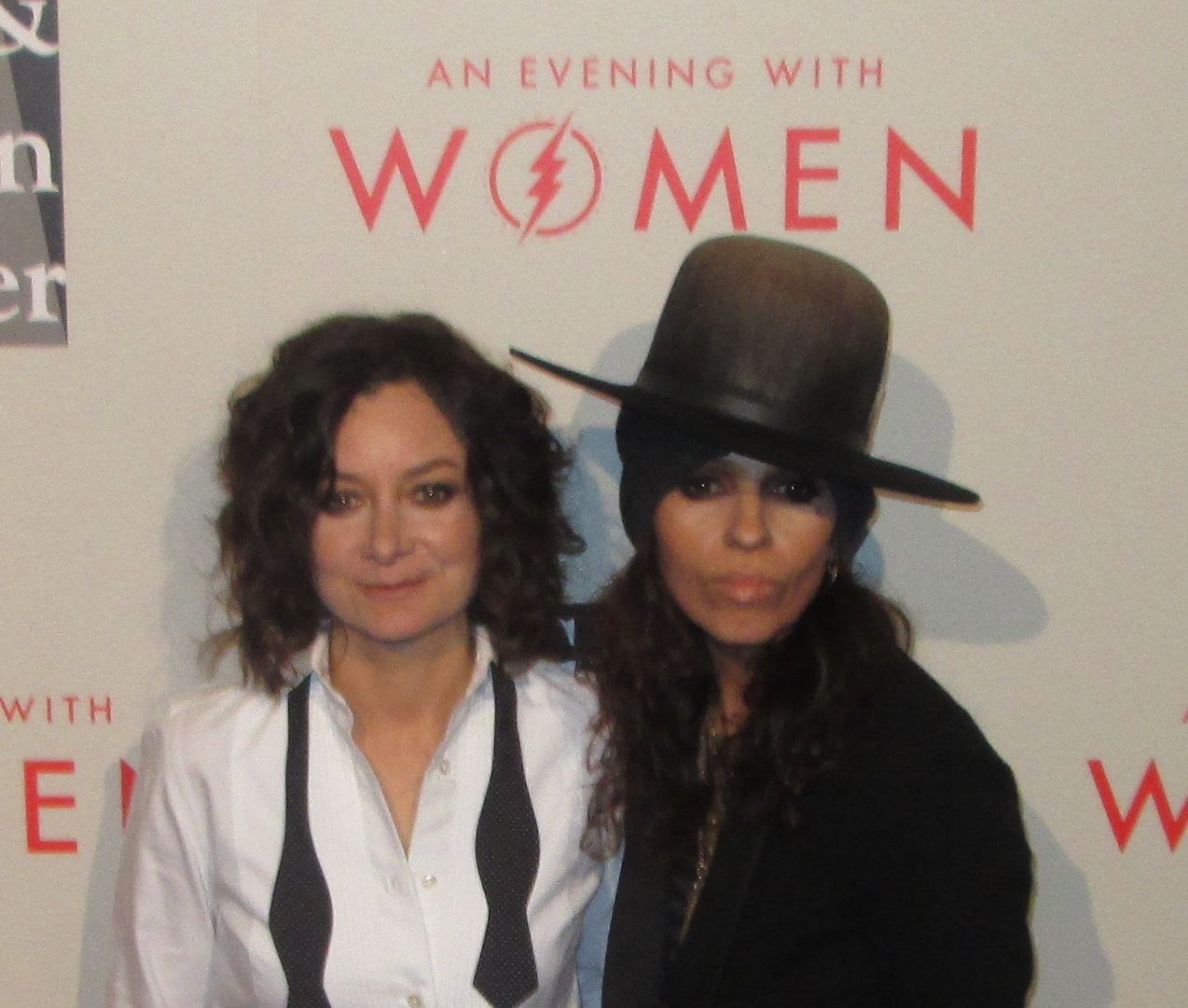
Sara Gilbert con la moglie Linda Perry.

Da adolescente, Gilbert ha frequentato Johnny Galecki, all'epoca suo co-protagonista in Pappa e ciccia, e successivamente in The Big Bang Theory; anche i personaggi da loro interpretati si sono frequentati, in entrambe le serie. Durante la loro relazione si rese conto di essere lesbica; da allora è rimasta intima amica di Galecki.
Sara è stata quindi legata per dieci anni alla produttrice Allison Adler, con cui ha avuto due figli: Levi Hank (2004), partorito dalla Adler, e Sawyer Jane (2007), partorita da Gilbert stessa.
Dopo la rottura con la Adler, dall’aprile del 2013 ha avuto una relazione con Linda Perry, ex-voce dei 4 Non Blondes e attuale voce dei Deep Dark Robot, con cui si è sposata il 30 marzo 2014. Il 28 febbraio 2015, ha dato alla luce il loro figlio, Rhodes Emilio Gilbert Perry. Il 30 dicembre 2019, la coppia si è separata ufficialmente. 
Sostiene diverse organizzazioni, come ad esempio PETA, Meals on Wheels, Freedom of Speech, Elizabeth Glaser Pediatric AIDS Foundation.

## Filmografia

### Attrice

#### Cinema
- La mia peggiore amica (Poison Ivy), regia di Katt Shea (1992)
- Dead Beat, regia di Adam Dubov (1994)
- Walkin' on Sunshine: The Movie, regia di Misty Bell e Sherrie McKinley (1997)
- Desert Blue, regia di Morgan J. Freeman (1998)
- The Big Tease, regia di Kevin Allen (1999)
- $30, regia di Gregory Cooke (1999) - cortometraggio
- Una voce per gridare (Light It Up), regia di Craig Bolotin (1999)
- Alta fedeltà (High Fidelity), regia di Stephen Frears (2000)
- I ragazzi della mia vita (Ring in Cars with Boys), regia di Penny Marshall (2001)
- Laws of Attraction - Matrimonio in appello (Laws of Attraction), regia di Peter Howitt (2004)
- 80 for Brady, regia di Kyle Marvin (2023)

#### Televisione
- Calamity Jane – film TV (1984)
- ABC Weekend Specials – serie TV, episodio 11x03 (1988)
- Sudie and Simpson – Film TV (1990)
- ABC Afterschool Specials – serie TV, episodio 25x02 (1996)
- Broken Record – Film TV (1997)
- Pappa e ciccia (Roseanne) – serie TV, 230 episodi (1988-1998)
- Welcome to New York – serie TV, 13 episodi (2000-2001)
- 24 – serie TV, 5 episodi (2002)
- Will & Grace – serie TV, episodio 6x10 (2003)
- In the Game, regia di James Widdoes – film TV (2004)
- Squadra Med - Il coraggio delle donne (Strong Medicine) – serie TV, episodio 5x12 (2005)
- The Clinic – serie TV, episodio 3x01 (2005)
- Girls on the Bus – serie TV, episodio 1x01 (2006)
- Twins – serie TV, 18 episodi (2005-2006)
- The Class - Amici per sempre (The Class) – serie TV, 6 episodi (2006-2007)
- E.R. - Medici in prima linea (ER) – serie TV, 15 episodi (2005-2007)
- The Big Bang Theory – serie TV, 9 episodi (2007-2016)
- Private Practice – serie TV, episodio 1x07 (2007)
- Law & Order - Unità vittime speciali (Law & Order: Special Victims Unit) – serie TV, episodio 10x01 (2008)
- Grey's Anatomy – serie TV, episodio 6x18 (2010)
- The Millers – serie TV, episodio 1x08 (2013)
- Madam Secretary – serie TV, episodio 1x01 (2014)
- Supergirl – serie TV, episodio 1x16 (2016)
- Jane the Virgin – serie TV, episodio 4x10 (2018)
- The Conners – serie TV (2018 - 2025)
- Weird City – serie TV, 2 episodi (2019)
- Atypical – serie TV, 3 episodi (2019)

### Doppiatrice
- I Simpson (The Simpsons) - serie animata, 1 episodio (1992)
- Jack The Beanstalk, regia di Martin Gates (1999)
- I Rugrats (Rugrats) - serie animata, 1 episodio (2002)

### Sceneggiatrice
- Pappa e ciccia (Roseanne), episodio Don't Make Me Over (1992)
- Even the Losers - Film TV (1999)
- Dogs with Jobs - Serie TV, episodio 23 (2004)

### Regista
- Persona non grata (1996)
- Even the Losers (1999)

## Riconoscimenti
- Emmy Award
  - 1993 – Candidatura alla migliore attrice non protagonista in una serie commedia per Pappa e ciccia
  - 1994 – Candidatura alla migliore attrice protagonista in una serie commedia per Pappa e ciccia

## Doppiatrici italiane
Nelle versioni in italiano dei suoi lavori, Sara Gilbert è stata doppiata da:
- Stella Musy in Private Practice, Living Biblically
- Deborah Ciccorelli in Una voce per gridare
- Federica De Bortoli in Pappa e ciccia
- Sabrina Duranti in Will & Grace
- Alessandra Barzaghi in The Big Bang Theory (st. 1-2)
- Roberta De Roberto The Big Bang Theory (st. 9)
- Tatiana Dessi in E.R. Medici in prima linea